# Hemibrycon boquiae
Hemibrycon boquiae är en fiskart som först beskrevs av Eigenmann, 1913.  Hemibrycon boquiae ingår i släktet Hemibrycon och familjen Characidae. Inga underarter finns listade i Catalogue of Life.